# Jan Zikmund z Khevenhüller-Metsche
Jan Zikmund Bedřich kníže z Khevenhüller-Metsche (německy Johann Sigmund Friedrich Reichsfürst von Khevenhüller-Metsch, Graf von Hohen Osterwitz; 23. května 1732 Vídeň – 15. června 1801 Klagenfurt) byl rakouský šlechtic a diplomat ve službách Habsburků. V roce 1776 po otci zdědil titul knížete, kromě statků v Rakousku vlastnil také majetek v Čechách (Komorní Hrádek).

## Životopis

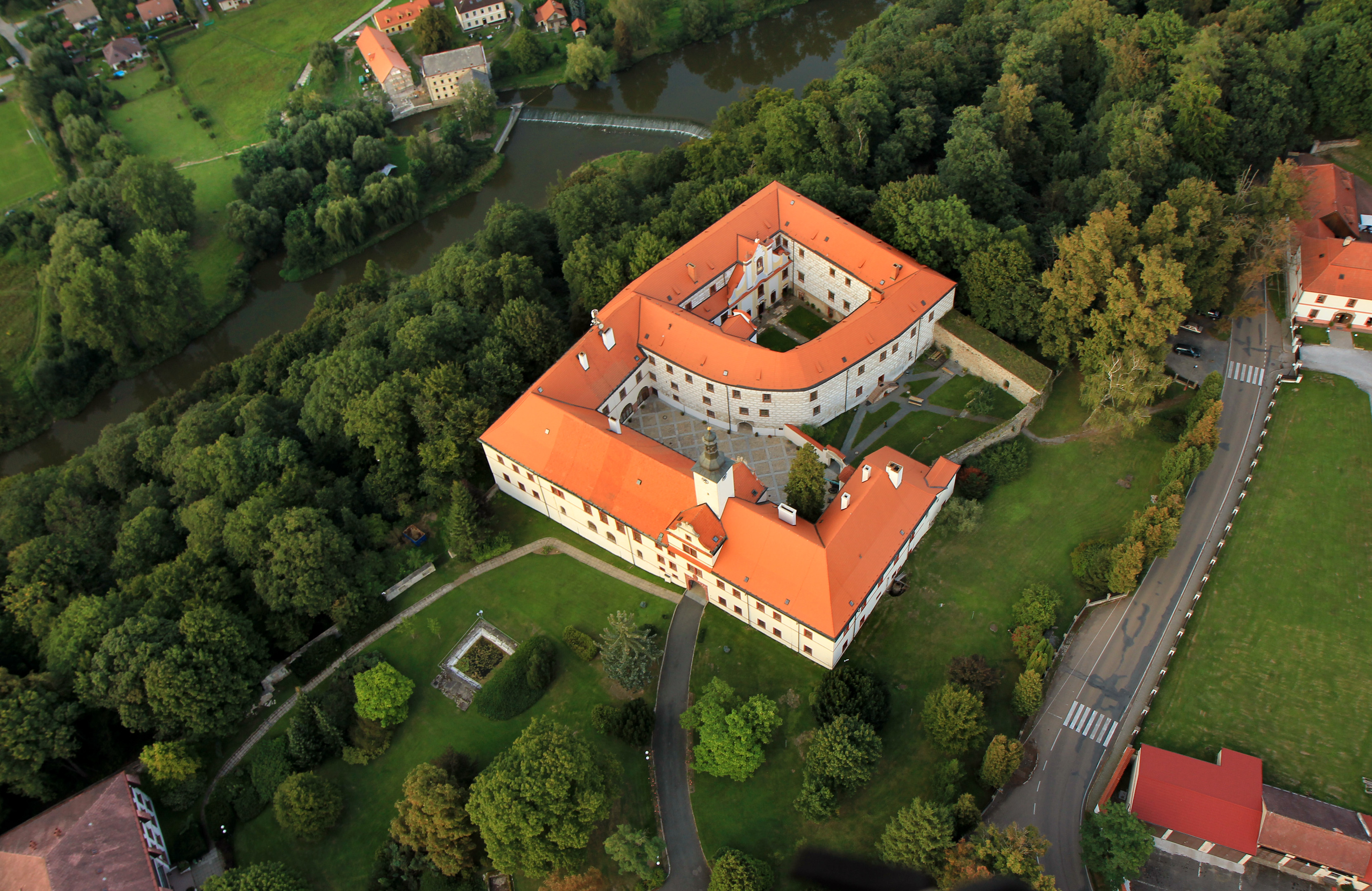
Zámek Komorní Hrádek

Pocházel ze staré šlechtické rodiny Khevenhüllerů, patřil ke knížecí linii Khevenhüller-Metsch. Byl druhorozeným synem knížete Jana Josefa z Khevenhüller-Metsche (1706–1776) a jeho manželky Karolíny, rozené hraběnky z Metsche (1706–1784). Vstoupil do diplomatických služeb a vzhledem k vysokému postavení otce u císařského dvora již v mladém věku dosáhl vysokých postů. Za sedmileté války byl v letech 1756–1760 císařským vyslancem v Portugalsku, poté v letech 1763–1770 zastával funkci vyslance u sardinského královského dvora se sídlem v Turíně. Následujících pět let strávil ve Vídni, ale pak se znovu na dlouhou dobu vrátil do Itálie. V letech 1775–1782 byl zplnomocněným ministrem a vyslancem v Miláně. V roce 1782 odešel ze státních služeb, ale v Itálii pak trvale žil ještě bezmála dvacet let. Život v Miláně střídal s pobyty v dalších italských městech, proslul jako mecenáš umění se širokým kulturním rozhledem. K návratu do Rakouska se rozhodl až po druhém sňatku v roce 1800, krátce poté ale onemocněl a zemřel v Klagenfurtu. Byl také císařským komorníkem a tajným radou, za zásluhy byl nositelem velkokříže uherského Řádu sv. Štěpána.

## Majetkové a rodinné poměry
Po otci se v roce 1776 stal dědicem knížecího titulu a statků v Rakousku a Čechách. V Čechách byl jeho majetkem panství Komorní Hrádek, které však za jeho éry chátralo. Velmi špatný stav zámku dokládá inventární soupis z roku 1798. Mimo jiné byl také majitelem jednoho z mistrovských nástrojů Antonia Stradivariho. Housle vyrobené v roce 1733 koupil pro svou druhou manželku. Nástroj pak ještě mnohokrát změnil majitele, v současnosti má hodnotu čtyři milióny dolarů a dodnes nese pojmenování Khevenhüller. 
Byl dvakrát ženatý, jeho první manželkou se v roce 1754 stala princezna Marie Amálie z Lichtenštejna (1737–1787), dcera Emanuela z Lichtenštejna. Podruhé se v roce 1800 oženil s hraběnkou Marií Josefou ze Strassolda (1768–1837). Obě manželky byly dámami Řádu hvězdového kříže. Z prvního manželství pocházelo deset dětí, z nichž synové Karel (1756–1823) a František (1762–1837) postupně zdědili knížecí titul.
Potomstvo:
- 1. Jan Josef (17. 6. 1755 – 9. 9. 1787), císařský komoří, rytíř Maltézského řádu
- 2. Karel Maria František (23. 11. 1756 – 2. 6. 1823 Vídeň), 3. kníže z Khevenhüller-Metsche, c. k. komoří
  - ⚭ (1805) hraběnka Terezie z Morzinu (18. 4. 1774 – 8. 7. 1859 Vídeň)
- 3. Maria Jan Josef (20. 2. 1758 – 19. 7. 1772)
- 4. Anna Antonie (10. 4. 1759 Lisabon – 18. 1. 1809 Vídeň), dáma Řádu hvězdového kříže
  - ⚭ (1776) hrabě Karel Josef Zichy z Vászonykeö (4. 3. 1753 Prešpurk – 28. 9. 1826 Vídeň), c. k. tajný rada, státní a konferenční ministr, rytíř Řádu zlatého rouna a Řádu sv. Štěpána
- 5. Marie Kristina (23. 12. 1760 Vídeň – 16. 11. 1811 Brescia), dáma Řádu hvězdového kříže
  - ⚭ (1786) Antonio Maria Erba Odescalchi (16. 9. 1750 Milán –10. 1. 1832 tamtéž), IV. markýz z Mondonica, II. kníže z Monteleone, c. k. komoří, nositel Řádu sv. Štěpána
- 6. František Maria Jan (7. 4. 1762 Vídeň – 3. 8. 1837 Fronsburg), 4. kníže z Khevenhüller-Metsche, c. k. generálmajor, komoří
  - ⚭ I. (1791) hraběnka Marie Alžběta z Kuefsteinu (2. 5. 1771 Vídeň – 8. 4. 1796 Sankt Pölten)
  - ⚭ II. (1798) hraběnka Marie Josefa von Abensberg und Traun (7. 1. 1782 Sankt Pölten – 6. 3. 1799 Gorizia)
  - ⚭ III. (1812) hraběnka Kristýna Zichyová (30. 4. 1792 Vídeň – 20. 7. 1830 Penzing)
- 7. Marie Karolína (23. 9. 1763 – 19. 11. 1858)
  - ⚭ (1783) markýz Giuseppe Maria Soressina-Vidoni (1760 – 11. 9. 1821)
- 8. Marie Terezie (20. 4. 1765 – 19. 5. 1766)
- 9. Marie Leopoldina (22. 8. 1767 Vídeň – 24. 2. 1848 Vídeň), dáma Řádu hvězdového kříže
  - ⚭ (1784) kníže Alessandro Francesco Ruspoli (19. 2. 1752 Řím – 8. 3. 1829 tamtéž), c. k. tajný, rada, komoří
- 10. Emanuel (1769–1773)